# Griffone a pelo duro
Il griffone a pelo duro o korthals (dal nome del suo selezionatore, l'olandese Eduard Karel Korthals), è un cane da ferma polivalente, anche adatto per la ricerca di selvaggina ferita.
È poco diffuso in Italia anche a causa della concorrenza dello spinone.

## Origini
La razza venne selezionata dall'allevatore olandese Korthals (1850-1896) durante la seconda metà del XIX secolo partendo da vari tipi di griffoni francesi.
Anche se selezionata nei Paesi Bassi ed in Germania, la razza è ufficialmente di nazionalità francese.

## Caratteristiche fisiche

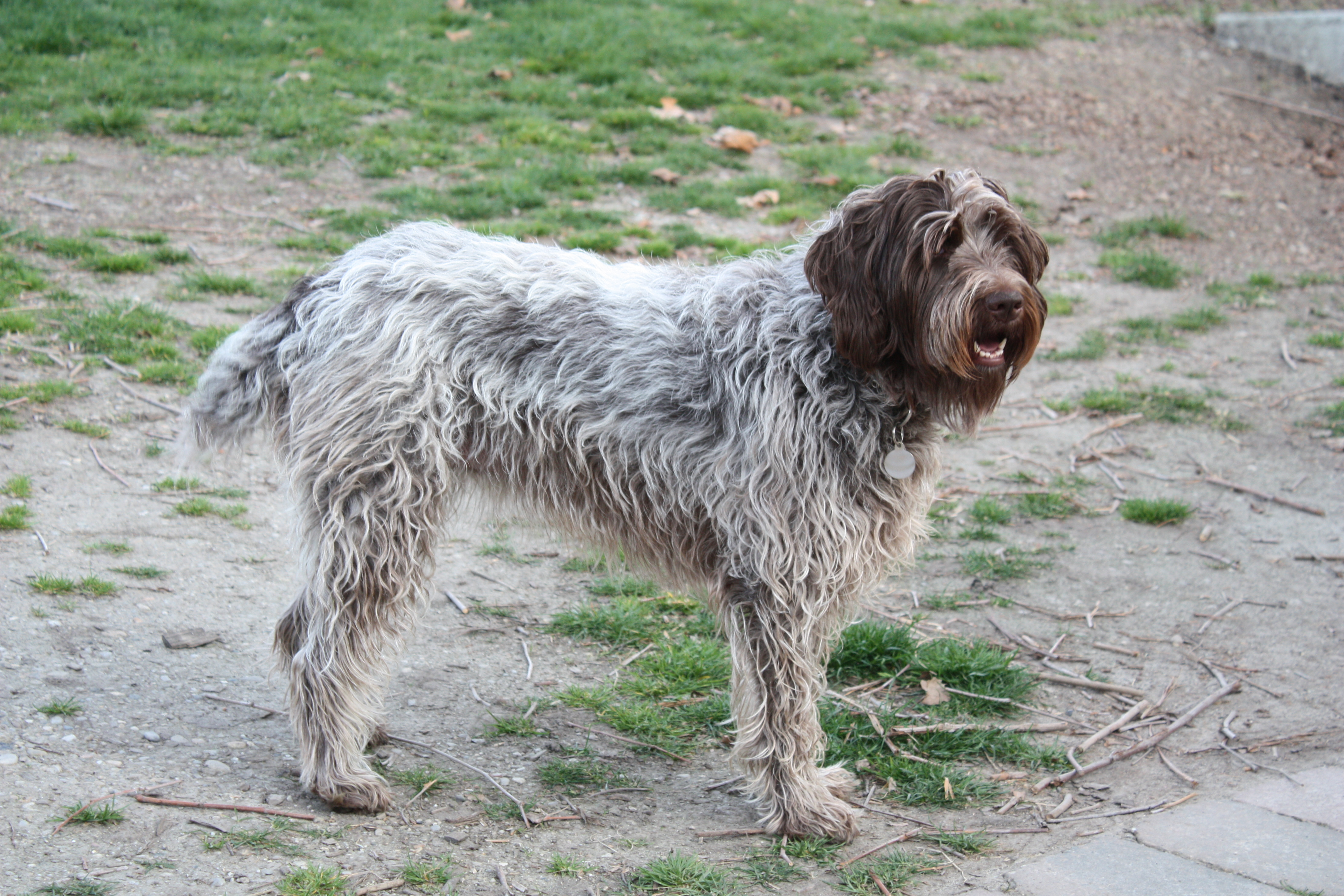
Il Korthals è dotato di un mantello dal pelo particolarmente duro, "da cinghiale".

È un cane di taglia media, solidamente costruito e dall'aspetto rustico, con baffi e barba che gli donano un'espressione ferma e sicura.
La testa è grande e lunga, con stop non troppo marcato, muso lungo e quadrato, canna nasale lievemente montonina e tartufo marrone.
Gli occhi sono grandi e arrotondati, sormontati da folte sopracciglia, di colore variabile dal giallo al bruno. Le orecchie sono di media grandezza, pendenti e non arrotolate.
Il mantello è formato da pelo duro e grezzo, mai riccio né lanoso, con sottopelo fine, fitto e impermeabile. I colori ammessi sono: grigio acciaio con macchie marroni; marrone a tinta unita; roano–fegato; miscela di marrone con peli bianchi; bianco e marrone; bianco e arancio.
La coda è ben attaccata, non molto lunga, portata orizzontalmente o con la punta leggermente rialzata.

## Temperamento
Eccellente cacciatore, è un cane energico, coraggioso, molto affezionato al padrone e al suo 
territorio, di cui è attento guardiano. È inoltre molto gentile con i bambini.
Non adatto a vivere in appartamento.